# 폰트릭스

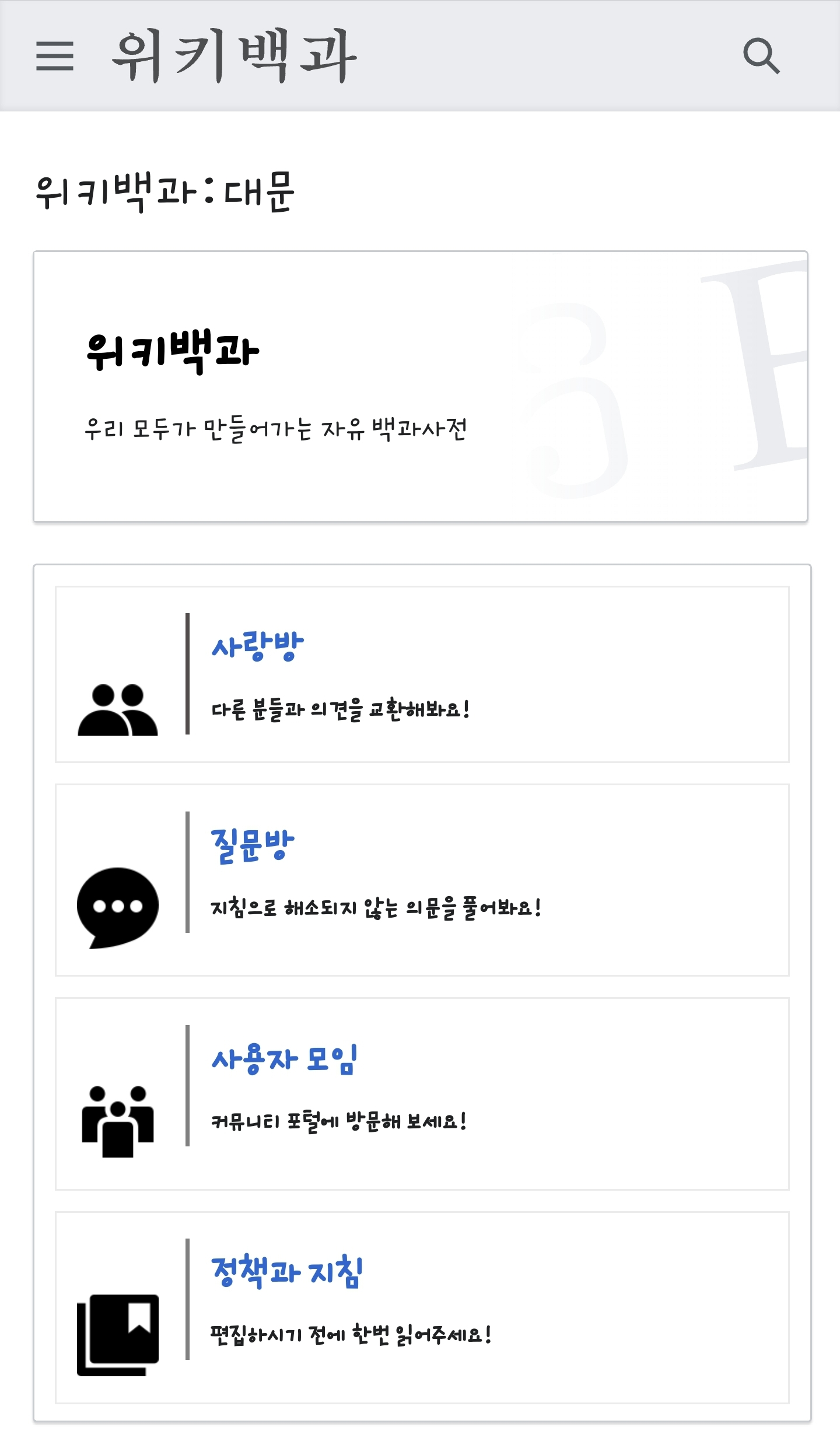
폰트릭스에서 개발한 유료 글꼴 "Rix받아쓰기"로 한국어 위키백과 문서를 읽는 모습

폰트릭스는 서울특별시 용산구 원효로1가에 위치한 글꼴 제작 업체이다. 무료 글꼴인 Rix독도체, Rix필승코리아체, 나눔명조, 나눔바른고딕, KoPub서체 등을 개발하였으며, 자사의 유료 글꼴 브랜드인 ‘Rix글꼴’ 시리즈를 개발하고 있다.
2020년 폰트릭스 쇼핑몰은 종료되었으며, 현재의 릭스폰트 클라우드로 바뀌었다.